# Дачко, Фёдор Терентьевич
Фёдор Терентьевич Дачко (1923-1996) — капитан Советской Армии, участник Великой Отечественной войны, Герой Советского Союза (1943).

## Биография
Фёдор Дачко родился 23 февраля 1923 года в селе Марковка (ныне — Белопольский район Сумской области Украины) в крестьянской семье. С 1933 года проживал в посёлке Краснореченское Ворошиловградской области Украинской ССР. Окончил семь классов школы, после чего работал строгальщиком на чугунолитейном заводе. В августе 1941 года Дачко был призван на службу в Рабоче-крестьянскую Красную Армию. С декабря того же года — на фронтах Великой Отечественной войны. К сентябрю 1943 года гвардии старший сержант Фёдор Дачко был наводчиком орудия 99-го гвардейского отдельного истребительно-противотанкового дивизиона 89-й гвардейской стрелковой дивизии 37-й армии Степного фронта. Отличился во время битвы за Днепр.
В конце сентября 1943 года Дачко в составе стрелковых штурмовых групп одним из первых переправился через Днепр в районе села Келеберда Кременчугского района Полтавской области Украинской ССР и захватил плацдарм. В бою он подбил танк и артиллерийское орудие.
Указом Президиума Верховного Совета СССР от 20 декабря 1943 года за «образцовое выполнение боевых заданий командования на фронте борьбы с немецкими захватчиками и проявленные при этом мужество и героизм» гвардии старший сержант Фёдор Дачко был удостоен высокого звания Героя Советского Союза с вручением ордена Ленина и медали «Золотая Звезда» за номером 1452.
Принимал участие в советско-японской войне. В 1945 году Дачко окончил Подольское артиллерийское училище. В 1946 году в звании капитана он был уволен в запас. В 1955 году Дачко окончил индустриальный техникум. Проживал в посёлке Краснореченское, работал инженером станкостроительного завода имени М. В. Фрунзе. Скончался 9 апреля 1996 года.
Был также награждён орденом Отечественной войны 1-й степени и рядом медалей.